# Verticaal ontwikkelde wolken
Verticaal ontwikkelde wolken zijn een wolkenfamilie uit de internationale wolkenclassificatie. Men vindt verticaal ontwikkelde wolken op hoogtes tot 18 km, maar dit is sterk afhankelijk van de temperatuur en de luchtdichtheid. Het grote verschil tussen verticaal ontwikkelde wolken en bijvoorbeeld lage wolken, is dat lage wolken op één bepaalde 'etage' zijn, en verticale wolken zo verticaal ontwikkeld dat ze op meerdere etages zijn. 
Verticaal ontwikkelde wolken kan men indelen in 2 of 3 geslachten namelijk:
- Stapelvormig - Cumulonimbus en eventueel Cumulus
- Laagvormig - Nimbostratus